# Angkor Vat
Angkor Vat (en khmer: អង្គរវត្ត), o Angkor Wat, és el temple hindú més gran i també el monument religiós més gran del món. Forma part del complex templari d'Angkor, a Cambodja, que fou inscrit en la llista del Patrimoni de la Humanitat l'any 1992. El temple fou construït pel rei khmer Suryavarman II a principis del segle xii a Yasodharapura (en khmer យសោធរបុរៈ, actualment Angkor), la capital de l'Imperi khmer, com a temple estatal i mausoleu per quan es morís. Trencant amb la tradició xivaista dels sobirans anteriors, Angkor Vat fou dedicat a Vixnu. Es tracta del temple més ben conservat del lloc, i és l'únic que s'ha mantingut com un centre religiós important des de la seva fundació: primer hinduista i després budista. El temple és l'arquetip de l'estil clàssic de l'arquitectura khmer. Ha esdevingut un símbol de Cambodja, apareix en la seva bandera i és l'atracció turística principal del país del sud-est asiàtic.
Angkor Vat combina dues característiques bàsiques de l'arquitectura templària khmer: el temple muntanya i el temple de galeries (aquest darrer posterior i basat en l'arquitectura dravidiana primerenca). El temple fou dissenyat per representar el mont Meru, llar dels deva de la mitologia hindú: dintre del fossat i la paret exterior de 3,6 km de llargada que l'envolta hi ha tres galeries rectangulars, cadascuna construïda a l'interior de l'altra. Al centre del temple s'aixeca un quincunci de torres. A diferència de la majoria de temples angkorians, Angkor Vat s'orienta cap a l'oest; els experts no es posen d'acord sobre el significat que això podria tenir. El temple és admirat a causa de la grandesa i harmonia de la seva arquitectura, els seus extensos baixos relleus i les nombroses devata que n'adornen els murs.
El nom modern, Angkor Vat, significa 'Ciutat del temple' o 'Ciutat de temples' en khmer. Angkor, que significa 'ciutat' o 'capital', és una forma vernacla de la paraula nokor (នគរ), que prové de la paraula sànscrita nagara (नगर). Wat és una paraula khmer que significa 'terra de temples', derivada de la paraula pali vatta (वत्त). Anteriorment, el temple fou conegut com a Preah Pisnulok (Vara Vishnuloka en sànscrit), en honor del títol pòstum del seu propietari.

## Història

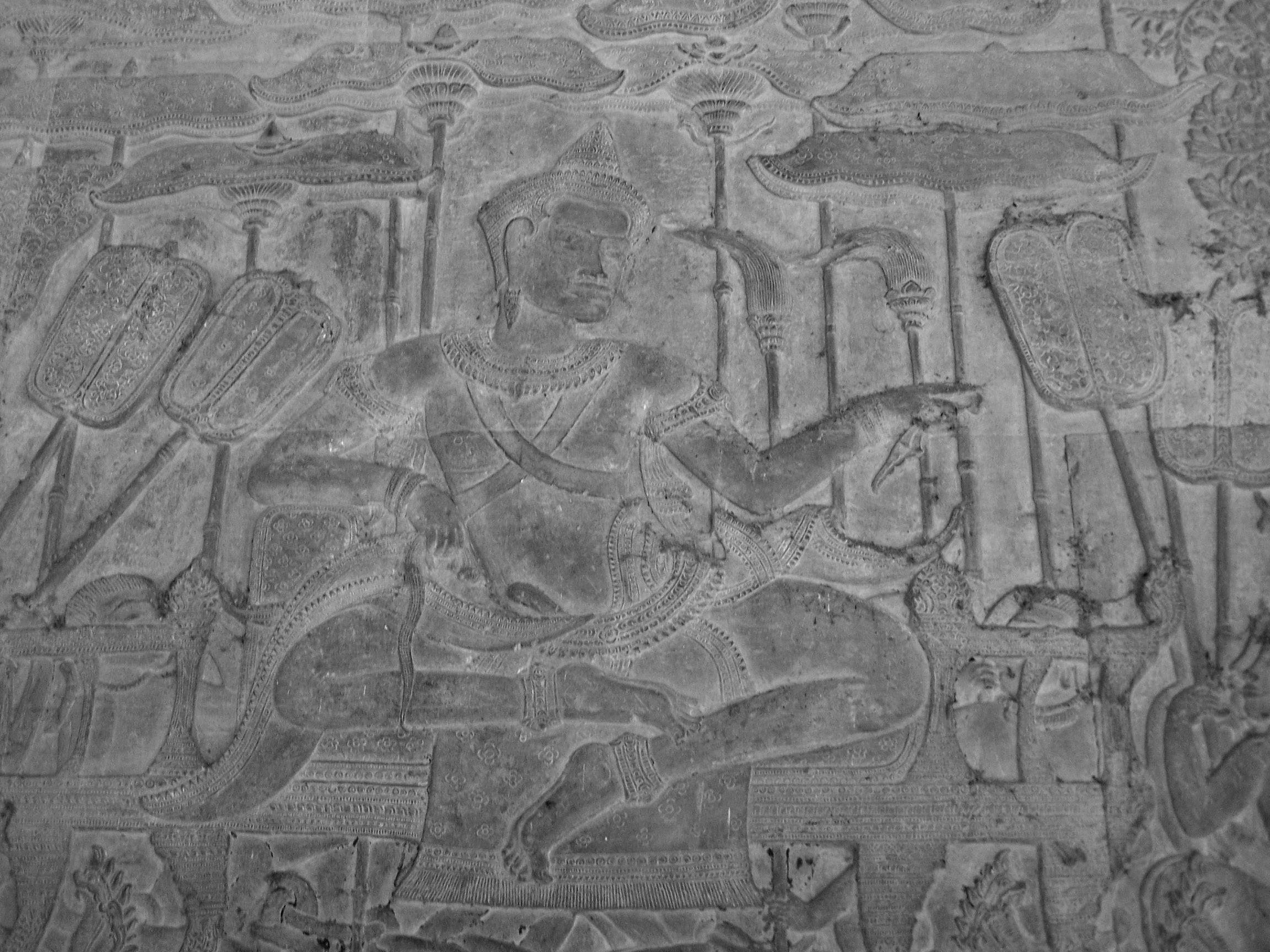
El rei Suryavarman II, constructor d'Angkor Vat

Angkor Vat està situat a 5,5 km al nord de la ciutat moderna de Siem Reap, i a curta distància cap al sud i una mica a l'est de la capital anterior, Baphuon. Es troba en una àrea de Cambodja on hi ha un grup important d'estructures antigues. Es tracta de l'atracció més meridional de les que formen Angkor.
El disseny i construcció inicial del temple tingueren lloc durant la primera meitat del segle xii, durant el regnat de Suryavarman II, el qual regnà del 1113 fins ca. 1150. Dedicat a Vixnu, fou construït com el temple estatal del rei i com a ciutat capital. Com que no s'han trobat ni l'estela de la fundació ni cap inscripció contemporània que es refereixi al temple, se'n desconeix el nom original, però pot ser que hagués estat conegut com a «Varah Vishnu-lok» (literalment 'Lloc sant de Vixnu'), en honor de la deïtat que el presidia. Sembla que les obres acabaren poc després de la mort del rei, i una part de la decoració en baixos relleus romangué sense finalitzar. El 1177, aproximadament 27 anys després de la mort de Suryavarman II, Angkor fou saquejat pels txampa, enemics tradicionals dels khmer. A partir d'aquí, l'imperi fou restaurat per un nou rei, Jayavarman VII, que establí una nova capital i un nou temple estatal (Angkor Thom i Bayon, respectivament) uns pocs quilòmetres cap al nord.
A finals del segle xiii, Angkor Vat canvià gradualment d'un ús hinduista a un de budista theravada, que encara continua en l'actualitat. Angkor Vat és inusual entre els temples d'Angkor perquè, tot i que, d'alguna manera, després del segle xvi fou descuidat, mai fou abandonat completament; la seva preservació es degué, en part, al fet que el fossat el proveí de protecció contra la invasió vegetal de la jungla.
Un dels primers visitants occidentals del temple fou António da Madalena, un monjo portuguès que el visità l'any 1586 i que digué que «és una construcció tan extraordinària que no és possible descriure-la per escrit, especialment perquè no n'hi ha cap de similar en tot el món. Té torres i decoració i tots els refinaments que el geni humà pot concebre». A mitjan segle xix el temple fou visitat pel naturalista i explorador francès Henri Mouhot, el qual popularitzà el lloc en Occident gràcies a la publicació de les notes de viatge, en què escrigué:
| «              | Un d'aquests temples –un rival del de Salomó, i erigit per algun antic Miquel Àngel– podria tenir un lloc honorable al costat dels nostres edificis més bonics. És més grandiós que qualsevol que ens hagin deixat els grecs o els romans, i presenta un trist contrast a l'estat de barbàrie al qual està sotmesa actualment la nació. | » |
| — Henri Mouhot | |   |

Mouhot, igual que altres visitants occidentals, trobà difícil creure que els khmers haguessin pogut construir el temple, i el datà incorrectament dels voltants de la mateixa era que Roma. La història veritable d'Angkor Vat es desxifrà tan sols gràcies a evidències estilístiques i epigràfiques acumulades durant els subsegüents treballs de neteja i restauració duts a terme en tot el jaciment arqueològic d'Angkor. No hi havia cap mena de llars o cases ordinàries ni cap mena de signes d'assentaments, incloent-hi utensilis de cuina, armes o objectes de vestir que se solen trobar en jaciments arqueològics antics.
Angkor Vat necessità una restauració considerable durant el segle xx, que principalment consistí en l'extracció de la terra i vegetació acumulades. Els treballs foren interromputs per la guerra civil i el control dels khmers roigs del país durant les dècades de 1970 i 1980, però el temple sofrí relativament poc dany durant aquest període: només el pillatge i la destrucció de majoritàriament estàtues postangkorianes.
El temple és un important símbol de Cambodja. Una il·lustració d'Angkor Vat forma part de la bandera del país des de la introducció de la primera versió, ca. 1863. Tanmateix, des d'una perspectiva històrica —i fins i tot transcultural— més àmplia, el temple d'Angkor Vat no va esdevenir un símbol de l'orgull nacional sui generis sinó que va estar inscrit en un procés politicocultural més ampli de creació de patrimoni cultural colonial francès en el qual el lloc original del temple fou presentat en exposicions universals i franceses a París i Marsella entre 1889 i 1937.
El llegat artístic d'Angkor Vat i d'altres monuments khmer de la regió d'Angkor van fer que França «adoptés» directament Cambodja com a protectorat l'11 d'agost de 1863 i envaís Siam per prendre el control de les ruïnes. Això va fer que ràpidament Cambodja reclamés terres del racó nord-oest del país, el qual havia estat sota control siamès (tailandès) des del 1351 o, segons altres fonts, des del 1431. Cambodja s'independitzà de França el 9 de novembre de 1953 i ha controlat Angkor Vat des d'aquell moment.
Durant la Guerra del Vietnam, el cap d'estat Norodom Sihanouk va acollir Jacqueline Kennedy a Cambodja per complir el seu «desig de tota la vida de veure Angkor Vat».
El Servei Arqueològic de l'Índia va dur a terme treballs de restauració al temple entre el 1986 i el 1992. Des dels anys 1990, Angkor Vat ha estat objecte d'esforços de conservació continus i també ha vist un increment massiu del turisme. El temple és part del complex d'Angkor, Patrimoni de la Humanitat (establert el 1992); gràcies a això, s'han obtingut fons econòmics i s'ha estimulat al govern cambotjà a protegir el lloc. El German Apsara Conservation Project (GACP) està treballant en la preservació de les devata i d'altres baixos relleus que decoren el temple. L'estudi de l'organització determinà que al voltant d'un 20% de les devata estaven en un estat molt pobre, bàsicament a causa de l'erosió natural i de la deterioració de la pedra, però també en part a causa de restauracions anteriors. Altres treballs consisteixen en la reparació de trossos d'estructura esfondrats i la prevenció de més esfondraments: per exemple, la façana oest del nivell superior està apuntalada amb bastides des del 2002, i un equip japonès completà la restauració de la biblioteca nord del recinte exterior el 2005. La World Monuments Fund començà els treballs de conservació d'una galeria el 2008 després de diversos anys d'estudis sobre el seu estat. El projecte restaurà el sistema de sostre tradicional khmer i eliminà el ciment utilitzat en restauracions anteriors, el qual havia causat l'entrada de sals en l'estructura posterior del baix relleu, la qual cosa descolorí i danyà les superfícies esculpides. La fase principal de l'obra acabà el 2012 i a finals del 2003 s'instal·laran els pinacles del sostre de la galeria.

## Arquitectura

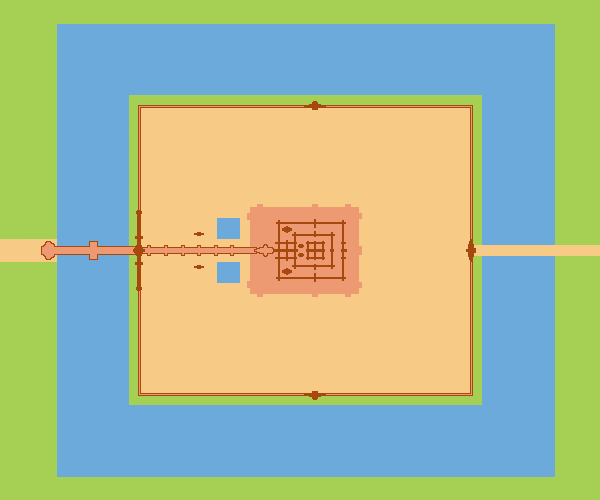
Plànol general d'Angkor Vat amb l'estructura central al mig

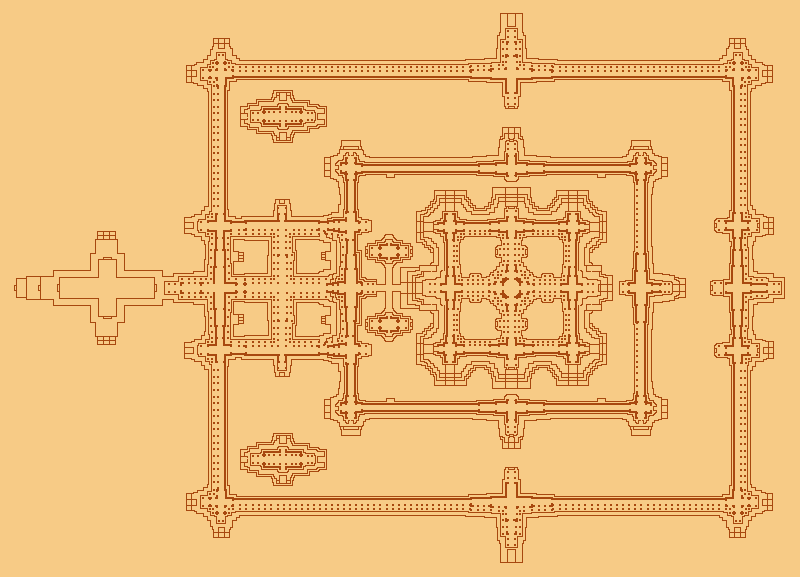
Plànol detallat de l'estructura central

### Lloc i plànol
El temple d'Angkor Vat és una combinació única del temple muntanya —el disseny estàndard dels temples estatals de l'imperi—, de les galeries concèntriques posteriors i d'influències d'Orissa i dels chola de Tamil Nadu, a l'Índia. El temple és una representació del mont Meru, la casa dels Déus: el quincunci central de torres simbolitza els cinc pics de la muntanya, i els murs i el fossat que l'envolten, les serralades i l'oceà, respectivament. L'accés a les àrees superiors del temple fou progressivament més exclusiu; els laics només n'eren admesos al nivell més baix.
A diferència de la majoria de temples khmers, Angkor Vat està orientat cap a l'oest i no pas cap a l'est. Això ha fet que molts experts (entre els quals Glaize i Coedès) concloguin que Suryavarman tenia la intenció que servís com a temple funerari. També donen suport a aquesta teoria els baixos relleus, que estan col·locats en sentit antihorari —prasavya en terminologia hindú—, a la inversa de l'ordre normal. Els rituals tenen lloc en ordre invers durant els serveis funeraris bràhmics. L'arqueòleg Charles Higham també descriu un contenidor que fou recuperat de la torre central que podria haver estat un pot funerari. Ha estat denominat per alguns com «la despesa més gran d'energia per a l'eliminació d'un cos». Freeman i Jacques, tanmateix, mencionen que molts altres temples d'Angkor no segueixen la típica orientació cap a l'est, i suggereixen que l'alineació d'Angkor Vat fou a causa de la seva dedicació a Vixnu, que estava associat a l'oest.
Una altra interpretació d'Angkor Vat fou proposada per Eleanor Mannikka. Recolzant-se en l'alineació i dimensions del temple i en el contingut i disposició dels baixos relleus, raona que l'estructura representa una nova era de pau demanada sota el regnat de Suryavarman II. Els arguments de Mannika han estat rebuts amb una barreja d'interès i escepticisme en els cercles acadèmics. Es distancia de les especulacions que en fan altres, tals com Graham Hancock, que diuen que Angkor Vat és part de la representació de la constel·lació del Dragó.

### Estil
Angkor Vat és l'exemple per excel·lència de l'estil clàssic de l'arquitectura khmer. Al segle xii els arquitectes khmers havien esdevingut hàbils i refiats en l'ús de gres (en comptes de maons o laterita) com a material principal de construcció. La majoria de les àrees visibles són fetes de blocs de gres, mentre que la laterita fou usada pel mur exterior i per parts estructurals amagades. L'aglutinant utilitzat per ajuntar els blocs encara ha de ser identificat, tot i que s'ha suggerit que es podria tractar de resina o calç morta.

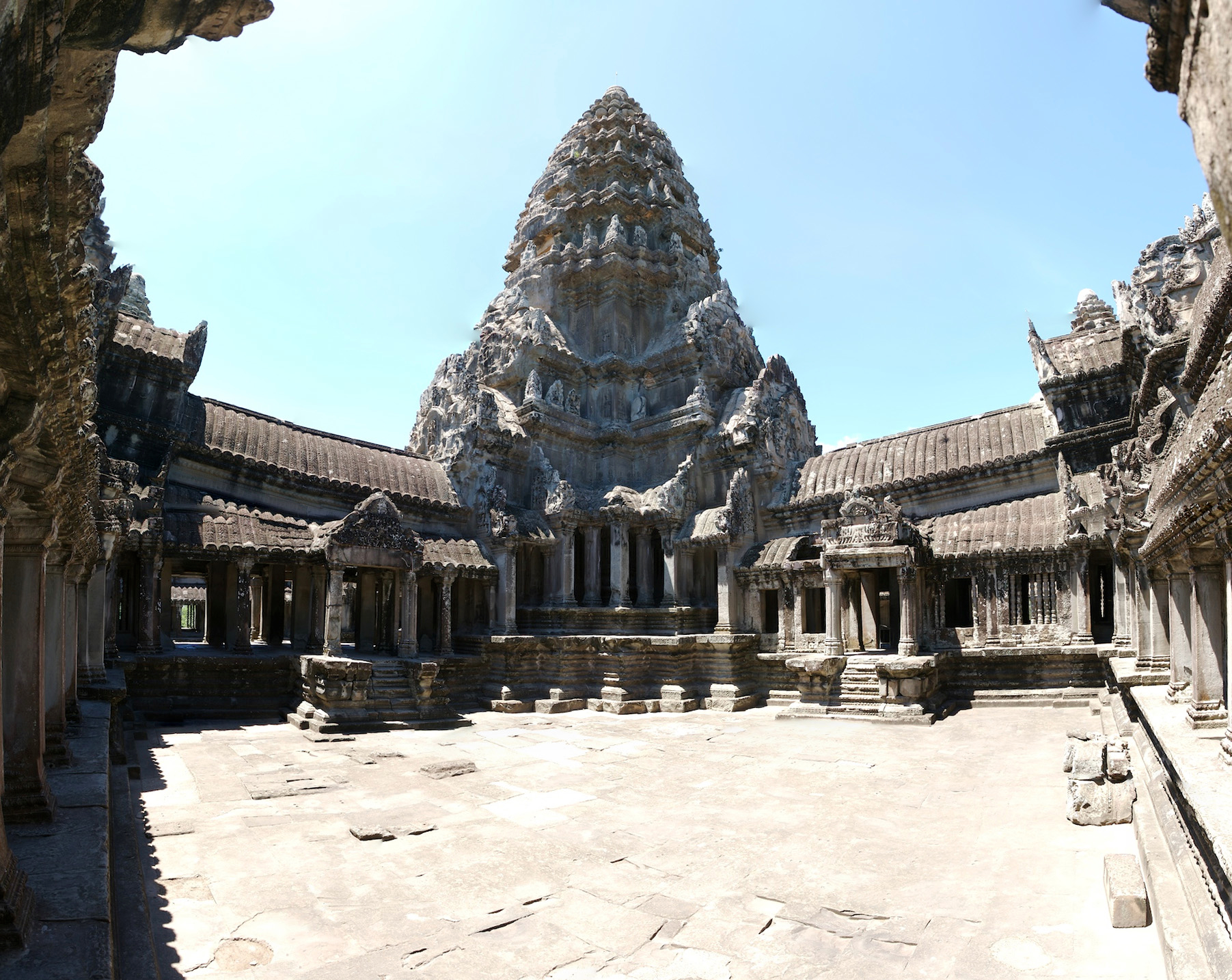
Galeria superior d'Angkor Vat

Angkor Vat ha rebut elogis sobretot relacionats amb l'harmonia del disseny, que ha estat comparada amb l'arquitectura de l'antiga Grècia i Roma. Segons Maurice Glaize, conservador de mitjan segle xx d'Angkor, el temple «aconsegueix una perfecció clàssica gràcies a la monumentalitat continguda dels seus elements finament equilibrats i de la disposició precisa de les proporcions. És una obra de poder, unitat i estil».
Pel que fa a l'arquitectura, els elements característics de l'estil inclouen: l'ogiva, torres amb forma de dent com poncelles de lotus; semigaleries per ampliar els passadissos; galeries axials que connecten els recintes; i terrasses cruciformes que apareixen al llarg de l'eix principal del temple. Els elements decoratius típics són les devata (o apsara), els baixos relleus i les garlandes extensives i escenes narratives als frontons. L'estatuària d'Angkor Vat es considera conservativa, i és més estàtica i menys elegant que treballs anteriors. Altres elements del disseny han estat destruïts pel pillatge i pel pas del temps, entre els quals l'estuc daurat de les torres, el daurat d'algunes figures dels baixos relleus i els panells del sostre i portes de fusta.
L'estil d'Angkor Vat fou succeït pel del període Bayon, en el qual la qualitat fou sovint sacrificada davant la quantitat. Altres exemples d'Angkor del mateix estil que el d'Angkor Vat són Banteay Samré, Thommanon, Chao Say Tevoda i els temples primerencs de Preah Pithu; fora d'Angkor, Beng Mealea i parts de Phanom Rung i Phimai.

### Característiques

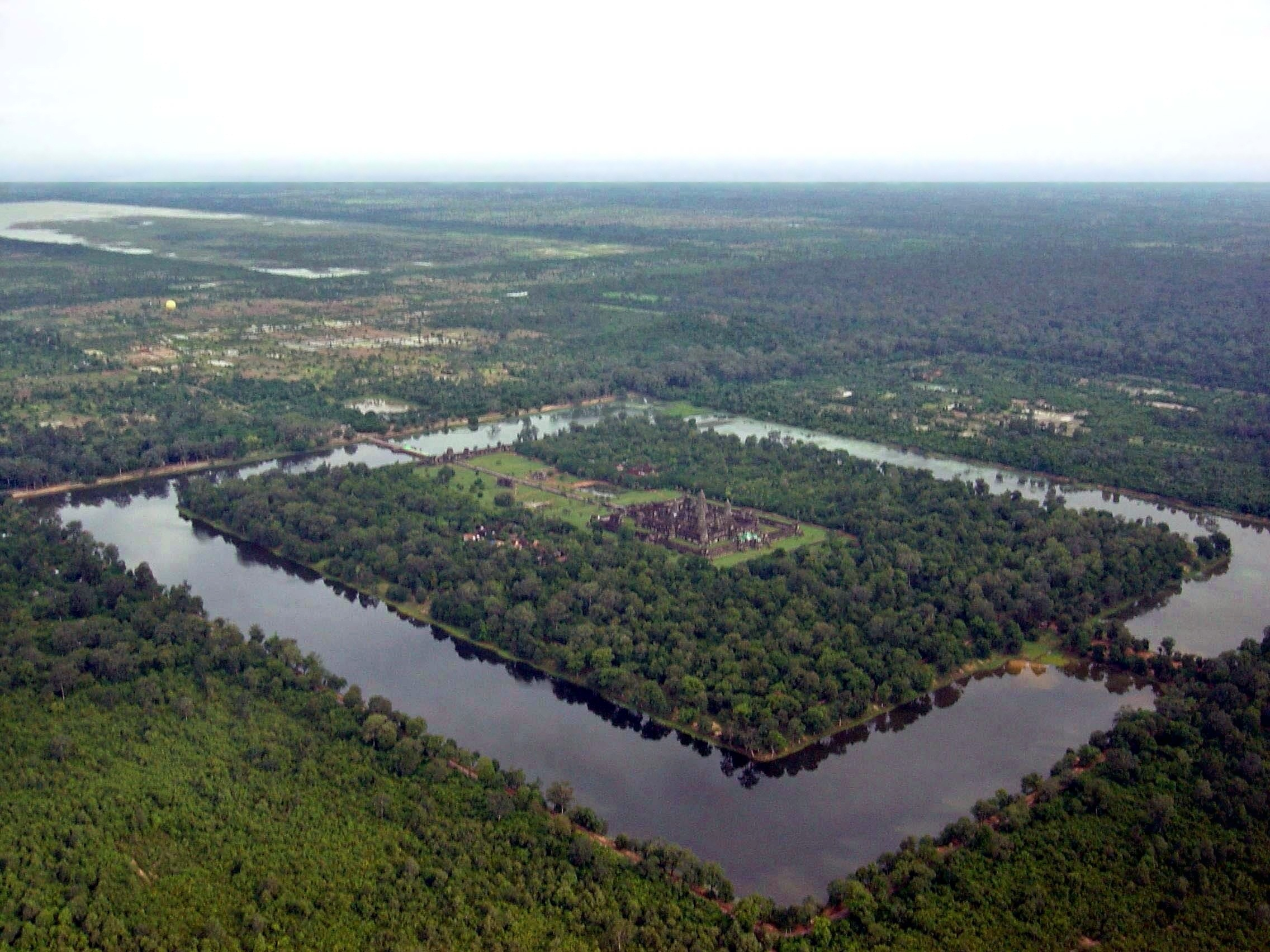
Vista aèria d'Angkor Vat

#### Recinte exterior
El mur exterior, de 1.024 per 802 m d'ample i de 4,5 m d'altura, està envoltat per una esplanada de 30 m i un fossat de 190 m d'amplada. Al temple s'accedeix per un camí de terra a l'est i un de pedra sorrenca a l'oest; aquest darrer, l'entrada principal, es tracta d'una addició posterior que segurament reemplaçà un pont de fusta. Hi ha gopura (una mena d'edificis ornamentals d'entrada) a cadascun dels punts cardinals; el de l'oest és de llarg el més gran, i té tres torres en ruïnes. Sota la torre meridional hi ha una estàtua de Vixnu coneguda com a Ta Reach, la qual podria haver ocupat originàriament el santuari central del temple. Les galeries discorren entre les torres i fins a dues entrades més llunyanes en cada costat del gopura, que se solen anomenar «portes de l'elefant», ja que són prou grans perquè hi passi aquest animal. Aquestes galeries tenen pilars de planta quadrada al costat exterior (oest) i un mur tancat al costat interior (est). El sostre entre els pilars està decorat amb rosetes de lotus; la cara oest del mur amb figures dansaires i la cara est amb finestres balustrades, dansaires masculins sobre animals i devata, entre els quals se'n troba l'única (al sud de l'entrada) que mostra les dents.
El mur exterior tanca un espai de 820.000 metres quadrats que estava ocupat originàriament, a part del mateix temple, per la ciutat i, al nord del temple, el palau reial. Com tots els edificis seculars d'Angkor, estaven construïts amb materials peribles en comptes de pedra, per la qual cosa no en queden restes excepte els contorns d'alguns dels carrers. La majoria de la superfície està actualment coberta per boscos. Una avinguda de 350 m connecta el gopura occidental al temple, amb sis balustrades decorades amb naga i sis conjunts d'esglaons que menen a baix, a la ciutat, a cada costat. Ambdós costats també presenten cadascú una construcció coneguda com a «biblioteca» amb entrades a cada punt cardinal, i un petit estanc entre la biblioteca i el mateix temple. Aquests estancs són addicions tardanes al disseny, igual que la terrassa cruciforme vigilada per lleons que connecta la calçada amb l'estructura central.

#### Estructura central

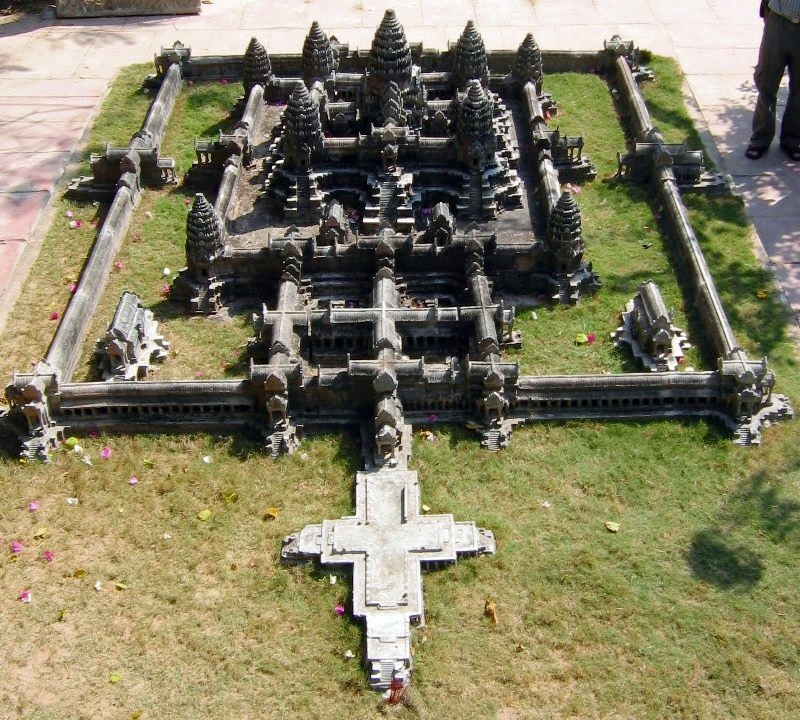
Model en miniatura de l'estructura central d'Angkor Vat. En primer pla, la terrassa cruciforme davant l'estructura central

El temple està situat en una terrassa més elevada que la ciutat. Està format per tres galeries que s'eleven cap a la torre central; cada nivell és més alt que l'anterior. Mannikka les interpreta com a dedicades al rei, a Brahma, a la Lluna i a Vixnu. Cada galeria té un gopura en cadascuna de les puntes, i les dues galeries més interiors tenen torres a les cantonades que formen un quincunci amb la torre central.
La galeria exterior fa 187 per 215 m, i té pavellons i no pas torres a les cantonades. La galeria s'obre cap a l'exterior del temple, amb semigaleries de columnes que apuntalen l'estructura. Un claustre cruciforme anomenat Preah Poan ('Saló dels Mil Déus') connecta la galeria més exterior al segon recinte del costat oest. Durant segles, els pelegrins deixaren imatges de Buda al claustre, tot i que la majoria han estat ja esborrades. Aquesta àrea té moltes inscripcions que relaten els fets divins dels pelegrins, la majoria escrites en khmer, tot i que algunes estan en birmà i japonès. Pot ser que els quatre petits patis formats pel claustre estiguessin plens d'aigua. Al nord i al sud del claustre hi ha biblioteques.
La segona galeria i la més interior estan connectades entre si i també a dues biblioteques que les flanquegen per una altra terrassa cruciforme —de nou, una addició tardana. A partir del segon nivell i cap amunt, les devata abunden als murs, siguin soltes o en grups de fins a quatre. El recinte del segon nivell fa 100 per 115 m, i pot ser que originàriament estigués inundat per representar l'oceà al voltant del mont Meru. Tres conjunts d'esglaons a cada costat condueixen a les torres de les cantonades i a les gopura de la galeria interior. Les escales molt escarpades representen la dificultat d'ascendir al regne dels déus. Aquesta galeria interior, anomenada Bakan, és un quadrat de 60 m amb galeries axials que connecten cada gopura amb el santuari central i a santuaris secundaris localitzats sota les torres dels cantons. Els teulats de les galeries són decorats amb el motiu del cos d'una serp que acaba amb forma de cap de lleó o de garuda. Llindes i frontons esculpits decoren les entrades a les galeries i santuaris. La torre de sobre del santuari central s'aixeca 43 m fins a una alçada de 65 m per sobre de terra; a diferència de les de temples muntanya anteriors, la torre central s'eleva per sobre les altres quatre que l'envolten. El mateix santuari, ocupat originàriament per una estàtua de Vixnu i obert per cada costat, fou tapiat quan el temple fou convertit al budisme theravada: els nous murs presentaven budes dempeus. El 1934, el conservador George Trouvé excavà el forat sota el santuari central: estava ple de sorra i aigua —el tresor ja havia estat robat— però hi trobà un dipòsit de fundació sagrat de pa d'or dos metres per sobre del nivell del terra.

#### Decoració

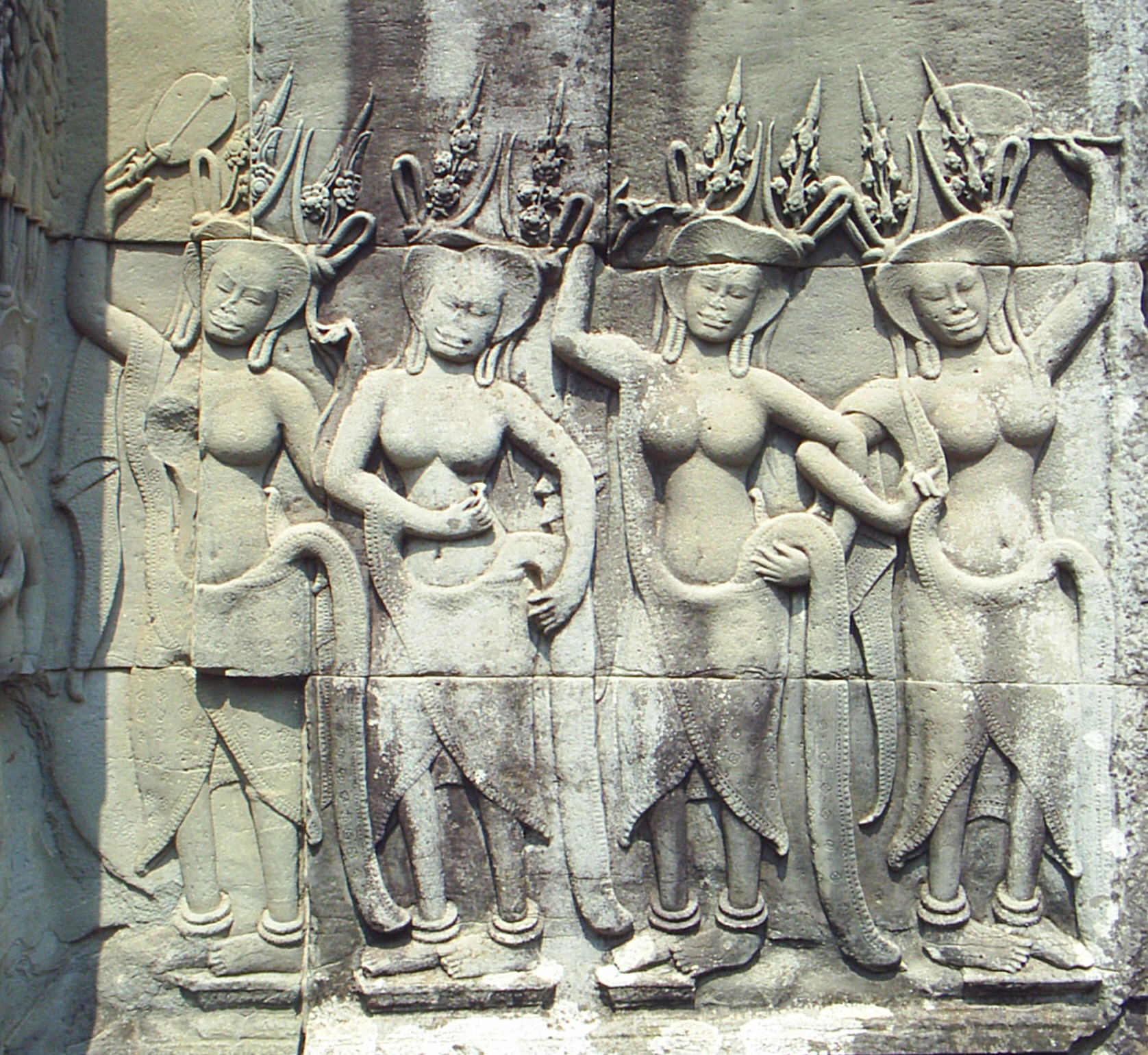
Les devata són característiques de l'estil d'Angkor Vat

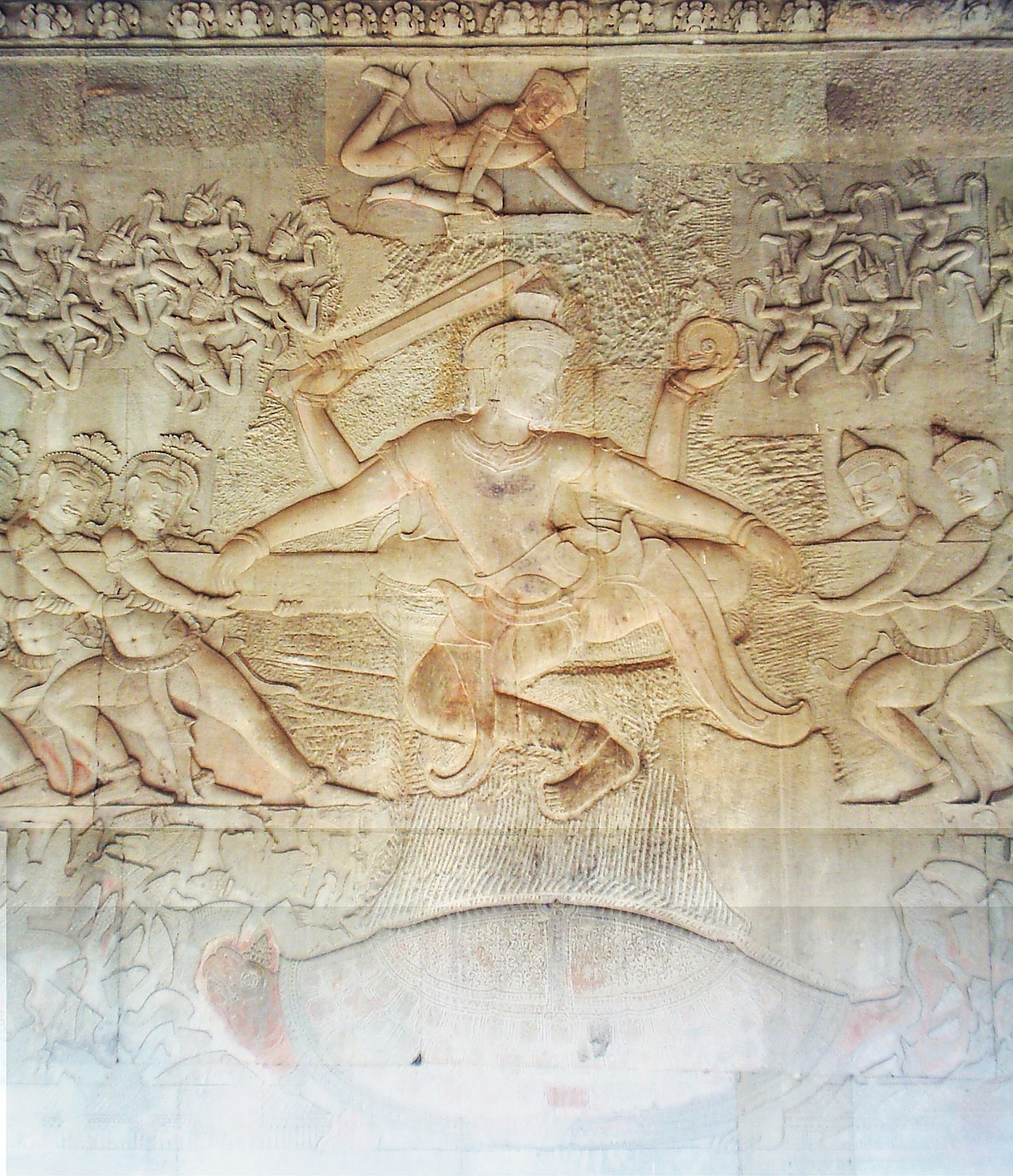
El baix relleu de lOceà de llet (Samudra manthan) mostra Vixnu al centre, la seva tortuga avatar Kurma a sota, asura i deva a l'esquerra i a la dreta, i apsara i Indra a sobre

L'extensiva decoració d'Angkor Vat, que bàsicament pren la forma de frisos en baixos relleus, és una de les causes de la seva fama. Els murs interiors de la galeria exterior contenen una sèrie d'escenes a gran escala que mostren principalment episodis de les epopeies hindús del Ramayana i del Mahabharata; Higham les anomenà «la millor disposició coneguda de talles de pedra».
A partir de la cantonada nord-oest, i en sentit antihorari, la galeria oest mostra la batalla de Lanka (del Ramayana, en la qual Rama derrota Ravana) i la batalla de Kurukshetra (del Mahabharata; mostra l'anihilació mútua dels clans Kaurava i Pandava). A la galeria sud continua l'única escena històrica, la processó de Suryavarman II i, finalment, els 32 inferns i els 37 paradisos de la mitologia hindú. A la galeria est es troba una de les escenes més cèlebres, l'Oceà de llet, que mostra 92 asura i 88 deva utilitzant la serpent Vasuki per a batre el mar sota la direcció de Vixnu (Mannikka compta tan sols 91 asura, i explica que els nombres asimètrics representen el nombre de dies des del solstici d'hivern fins a l'equinocci de primavera, i des de l'equinocci al solstici d'estiu). A continuació es troba Vixnu derrotant asura (addició del segle xvi). Per acabar, la galeria nord mostra la victòria de Krixna davant Bana (on, segons Glaize, «la qualitat [de l'obra] es troba al seu punt més baix») i una batalla entre els déus hindús i els asura. Els pavellons de les cantonades nord-oest i sud-oest mostren ambdues escenes a escala menor; algunes romanen sense identificar, però la majoria tracten sobre el Ramayana o la vida de Krixna.

### Tècniques constructives
Els carreus, suaus com marbre polit, foren col·locats sense morter amb juntes molt estretes que, a vegades, eren fins i tot difícils de veure. Els blocs es mantenien junts gràcies a encaixos de caixa i metxa en alguns casos, mentre que en d'altres s'utilitzaren acoblaments de cua d'oreneta o, simplement, la gravetat. Presumptament, els blocs es posaven a lloc amb una combinació d'elefants, cordes de fibra de coco, politges i bastides de bambú. Henri Mouhot notà que la majoria de carreus tenien forats de 2,5 cm de diàmetre i 3 cm de profunditat; els més grans en tenien més. Alguns estudiosos han suggerit que eren utilitzats per a ajuntar els blocs amb barres de ferro, però d'altres postulen que el seu propòsit era aguantar piquetes o estris semblants per ajudar a la maniobra de col·locació al lloc.
El monument fou construït a partir de quantitats enormes de gres, tanta com es feu servir per construir la piràmide de Khefren d'Egipte (més de 5 milions de tones). El gres s'havia de transportar des del mont Kulen, una pedrera situada aproximadament a 40 km al nord-est. Presumptament, la pedra es transportava amb barques solera pel riu Siem Reap, la qual cosa s'havia de fer amb cura per evitar bolcar les embarcacions, les quals transportaven molt de pes. Un enginyer modern estimà que en l'actualitat es tardaria 300 anys a completar Angkor Vat; tot i això, el monument fou començat poc després que Suryavarman pugés al tron i fou acabat poc després de la seva mort, no pas més de 40 anys més tard.
Pràcticament totes les superfícies, columnes, llindes i fins i tot sostres d'Angkor Vat estan esculpits. Hi ha milers de relleus que il·lustren escenes de la literatura hindú, els quals inclouen unicorns, grius, dracs alats que estiren carros, guerrers que segueixen un cap que munta un elefant i noies dansaires celestials amb pentinats elaborats. Per exemple, tan sols el mur de la galeria està decorat amb gairebé 1.000 metres quadrats de baixos relleus. Els forats en alguns dels murs del monument indiquen que podrien haver estat decorats amb fulles de bronze, les quals eren molt preuades en l'antiguitat i foren un dels objectius principals dels lladres. Per exemple, mentre excavava a Khajuraho, Alex Evans, un escultor, recreà una escultura de pedra d'uns 1,2 m que tardà 60 dies a esculpir; Roger Hopkins i Mark Lehner també van dur a terme experiments en una pedrera de pedra calcària: dotze picapedrers van tardar 22 dies a extreure'n 400 tones de pedra. La força de treball per extreure el gres, transportar-lo, esculpir-lo i instal·lar-lo devia haver recaigut en milers de persones, incloent-hi molts artesans d'altes aptituds. Les habilitats necessàries per esculpir aquestes escultures foren desenvolupades segles abans, tal com demostren alguns objectes que han estat datats del segle vii, abans que els khmer arribessin al poder.

## Turisme
Angkor Vat ha esdevingut una important destinació turística. Segons estudis del govern, el 2004 i el 2005 van arribar, respectivament, 561.000 i 677.000 visitants estrangers a la província de Siem Reap, aproximadament el 50% de tots els turistes estrangers pel que fa als dos anys. L'influx de turistes ha causat relativament pocs danys, a part d'alguns grafits; s'han introduït cordes i escales de fusta per protegir els baixos relleus i el terra, respectivament. El turisme també ha aportat fons addicionals pel manteniment del lloc: l'any 2000, aproximadament el 28% de les vendes de tiquets de tot el jaciment arqueològic d'Angkor es destinà als temples, encara que la majoria d'obres són dutes a terme per equips patrocinats per governs estrangers i no pas per les autoritats cambodjanes.
A causa del creixement de l'afluència de turismes a Angkor Vat durant les darreres dècades, la UNESCO i el seu Comitè Internacional de Coordinació de la Salvaguarda i Desenvolupament del Lloc Històric d'Angkor (ICC), juntament amb representants del govern reial, organitzaren seminaris per debatre el concepte de «turisme cultural». Amb l'objectiu d'evitar el turisme comercial en massa, els seminaris emfasitzaren la importància de proveir els visitants d'allotjament i serveis d'alta qualitat perquè el govern cambodjà se'n pugui beneficiar econòmicament, sense deixar de banda la presència de la cultura del país. El 2001, tot això resultà en la «Ciutat Turista d'Angkor», la qual hauria de ser desenvolupada seguint les característiques de l'arquitectura tradicional khmer, hauria de contenir instal·lacions d'oci i turístiques i hauria de contenir hotels de luxe on es poguessin allotjar grans quantitats de turistes.
La possibilitat de desenvolupar tan grans instal·lacions ha topat amb la preocupació dels responsables del temple, els quals argüeixen que els desenvolupaments turístics anteriors a l'àrea negligiren les normes de construcció i que més projectes similars comporten un potencial perjudici per les característiques del paisatge. A més, l'aigua i els sistemes elèctrics dels pobles propers han començat a notar els efectes de totes aquestes construccions. S'ha notat que l'alta freqüència d'assistència turística i la demanda creixent de construccions de qualitat com, per exemple, una llarga autopista, tenen un efecte directe sobre la qualitat de les aigües subterrànies, la qual cosa afecta l'estabilitat estructural del temple. Els habitants de Siem Reap també han manifestat la seva preocupació pel fet de deixar de banda l'encant de la natura i l'atmosfera dels seus pobles enfront d'altres projectes per entretenir els turistes. Com que aquesta «encantadora atmosfera local» és el component clau per a projectes com la Ciutat Turista d'Angkor, el govern local continua debatent com es pot incorporar la infraestructura necessària per al turisme sense posar en compromís els valors i la cultura locals.
En el Fòrum de Turisme ASEAN de 2012, s'arribà a un acord per declarar Borobudur i Angkor Vat com a llocs agermanats, i les respectives províncies com a províncies agermanades. Dues aerolínies indonèsies estan considerant inaugurar un vol directe des de Yogyakarta (Indonèsia) fins a Siem Reap.